# Tex (historieta)
Tex es una historieta italiana de culto, creada en 1948 por el guionista Gian Luigi Bonelli y el dibujante Aurelio Galleppini, en arte Galep. Está editado por la casa Sergio Bonelli Editore, siendo el primer auténtico éxito de la editorial milanesa. Aún hoy, es la historieta más duradera, vendida y popular en Italia.
Las historias, ambientadas en el Viejo Oeste de la segunda mitad del siglo XIX, tratan de las aventuras de Tex Willer, ranger de Texas, agente indio y jefe blanco de los Navajos. Duro, irónico, antirracista, de carácter anárquico y libertario, es un tirador infalible y enemigo de toda injusticia. Tex y sus pards (compañeros) Kit Carson, Tiger Jack y su hijo Kit vagan por el salvaje Oeste para enderezar injusticias y defender a los débiles y los oprimidos, cualquiera sea el color de su piel.
Aunque inspirado en las contemporáneas películas del wéstern clásico y épico, ya en los años 1950 Tex anticipó algunos temas del wéstern crepuscular y revisionista, como una mayor sensibilidad hacia la cuestión del genocidio de pueblos indígenas en América.
La primera historia, "Il totem misterioso", fue publicada en Italia el 30 de septiembre de 1948. Posteriormente ha sido traducido a multitud de idiomas y editado en varios países: cuenta con una gran base de fanes en Brasil, pero también es muy popular en Finlandia, Noruega, Turquía y países de la ex-Yugoslavia, sobre todo en Croacia y Serbia.

## Argumento
El pasado de Tex Willer está narrado a través de flashbacks. Nace en mayo de 1838 de Ken y Mae Willer, dos pioneros establecidos en el sur de Texas, cerca de Rock Spring y las fuentes del Río Nueces. Tex pierde a la madre cuando tiene cinco años de edad; crece en el rancho de su familia, donde trabaja como vaquero junto al padre, al hermano menor Sam y al viejo Gunny Bill, que le enseña a disparar con velocidad y precisión.
Cuando su padre es matado en los pastos por unos bandoleros, durante un saqueo de ganado, Tex jura vengarlo, incluso sabiendo que va a quebrantar la ley. Su hermano Sam, que tiene más confianza que él en la ley, no comparte el propósito, así que sólo Gunny Bill participa en la expedición punitiva. Tras cruzar la frontera con México y consumar la venganza, los dos se topan con una patrulla de rurales y estalla un furioso tiroteo: Tex logra matar a la mayoría de los policías, pero Gunny Bill es golpeado a muerte. Tex entierra al viejo amigo en Texas y decide dejar el rancho en busca de fortunas.
Se incorpora así al rodeo de los hermanos Corlis; aquí doma a Dinamita, que será su fiel caballo en las primeras aventuras. Luego se entera de que su hermano ha sido asesinado por un tal Tom Rebo, en el intento de adueñarse de su rancho. Esta vez, debido a la amistad de Rebo con un sheriff corrupto, Tex es perseguido por la ley y se convierte en un bandido justiciero. Después de varios percances, finalmente conoce a un ranger, Jeff Weber, que lo convence a ponerse al servicio de la ley y lo presenta a Herbert Marshall, jefe del West Department, y a su futuro compañero de aventuras, Kit Carson. A pesar de algunas discordias iniciales con Marshall, siempre quedará en los Rangers de Texas, aunque no encorporado formalmente.
Estallada la Guerra de Secesión, se niega a participar en ella, considerándola una trágica matanza fratricida. Sin embargo, después de una riña con unos soldados sudistas (pese a ser texano, de hecho es contrario al esclavismo), se alista con su amigo "Damned" Dick Dayton como explorador civil en el 3º Cazadores del Ejército de la Unión. Durante la guerra se limita a acciones de guerrilla y sabotaje contra los sudistas; sin embargo, por su espíritu de justicia, también se alinea contra una franja violenta de nordistas en defensa de la población civil.
Tiempo después, durante una misión como ranger, es hecho prisionero por los indios Navajos del jefe Flecha Roja: atado al poste de tortura y en espera de la muerte, es salvado por la hija de Flecha Roja, la linda Lilyth. Los dos se casan y de esta unión nacerá Kit Willer, llamado por los indios Pequeño Halcón. En este periodo conoce también a su hermano de sangre, el bravo guerrero Tiger Jack. Tex vivirá siempre con los Navajos, con el nombre de Águila de la Noche, y muerto Flecha Roja, se convierte en el nuevo jefe de la tribu.

Después de pocos años Lilyth muere en una epidemia de viruela, provocada por algunas mantas infectas enviadas por dos antiguos enemigos de Tex, los especuladores de Denver Fred Brennan y Jim Teller. El texano es llamado otra vez a la venganza, que se consumará definitivamente muchos años después.

## Personajes

### El protagonista

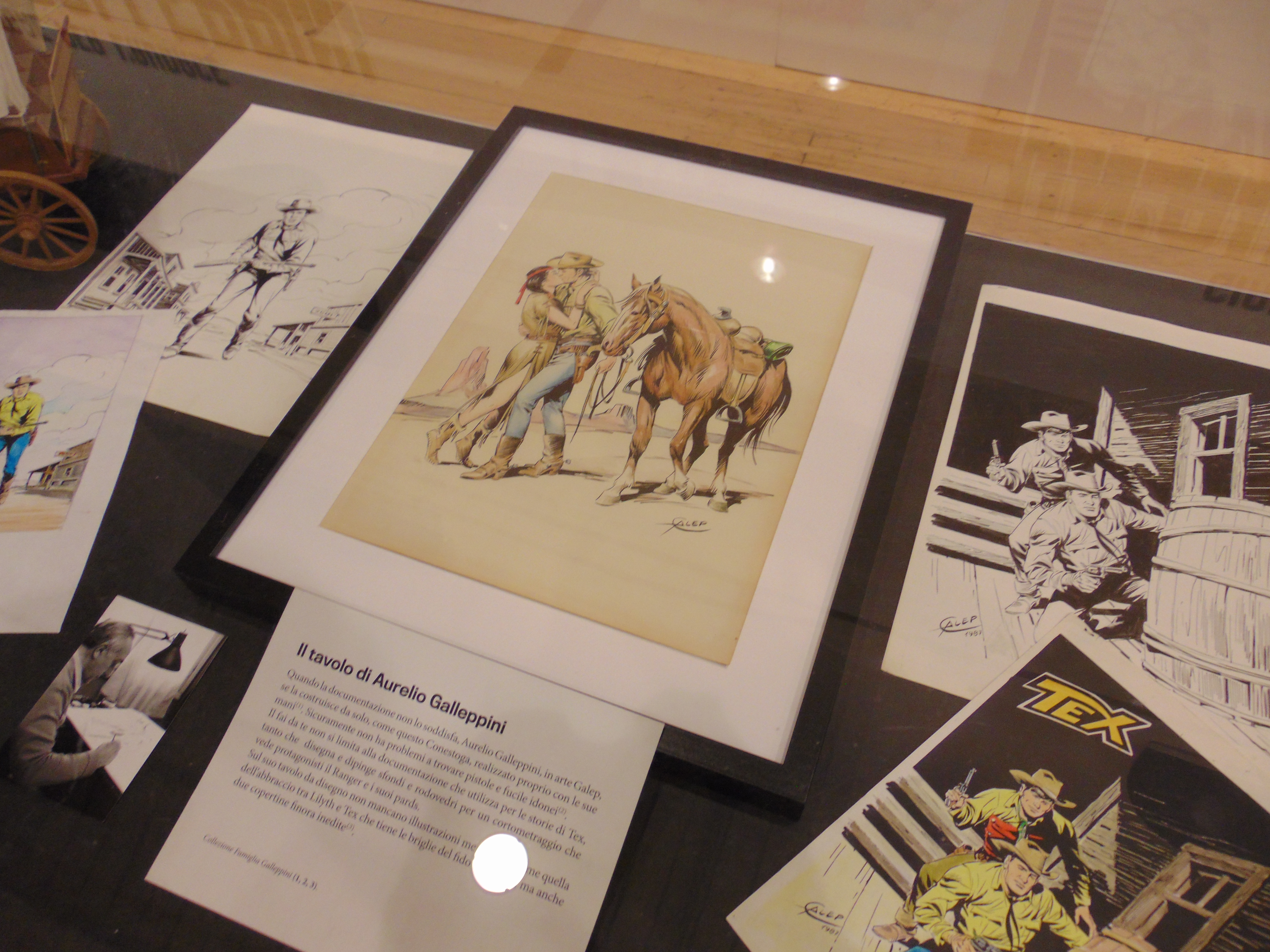
Tex en algunas ilustraciones realizadas por Aurelio Galleppini.

Tex Willer aparece como un hombre alto y robusto de alrededor de 45 años, cabello oscuro y rostro cuadrado. Generalmente se presenta con sombrero Stetson, camisa amarilla con dos amplios bolsillos, pañuelo de cuello negro, vaqueros, botas de cuero con espuelas y cinturón de pistolas. En la reserva Navajo usa un traje de amerindio compuesto por una casaca llevando en el pecho la imagen de un águila negra, pantalón con flecos, mocasines y una banda wampum decorada con símbolos nativos en la frente.

### Amigos
Los pards de Tex Willer son:
- Kit Carson: inspirado, al menos en el nombre, en el célebre personaje histórico, es un ranger de pelo y perilla blancos, ya anciano pero todavía muy hábil con las armas. Gruñón, irónico y mujeriego, siempre peleando con Tex que ironiza sobre su venerable edad, representa la voz de la razón y sabiduría en el grupo. Los indios lo llaman Cabello de Plata;
- Tiger Jack: guerrero navajo valiente y taciturno, gran buscador de huellas y pistas, es hermano de sangre de Tex;
- Kit Willer: hijo de Tex y de la india Lilyth, Pequeño Halcón para los Navajos, de niño fue enviado a estudiar a la misión de Santa Anita. Sin embargo, a los quince años de edad decide volver a la reserva para seguir las huellas del padre.[14] Gracias a las enseñanzas de Tex y Tiger Jack no sólo aprende a disparar con precisión, sino también a tirar con arco y varias técnicas indias. El nombre Kit es en homenaje a Carson, su padrino.[15]

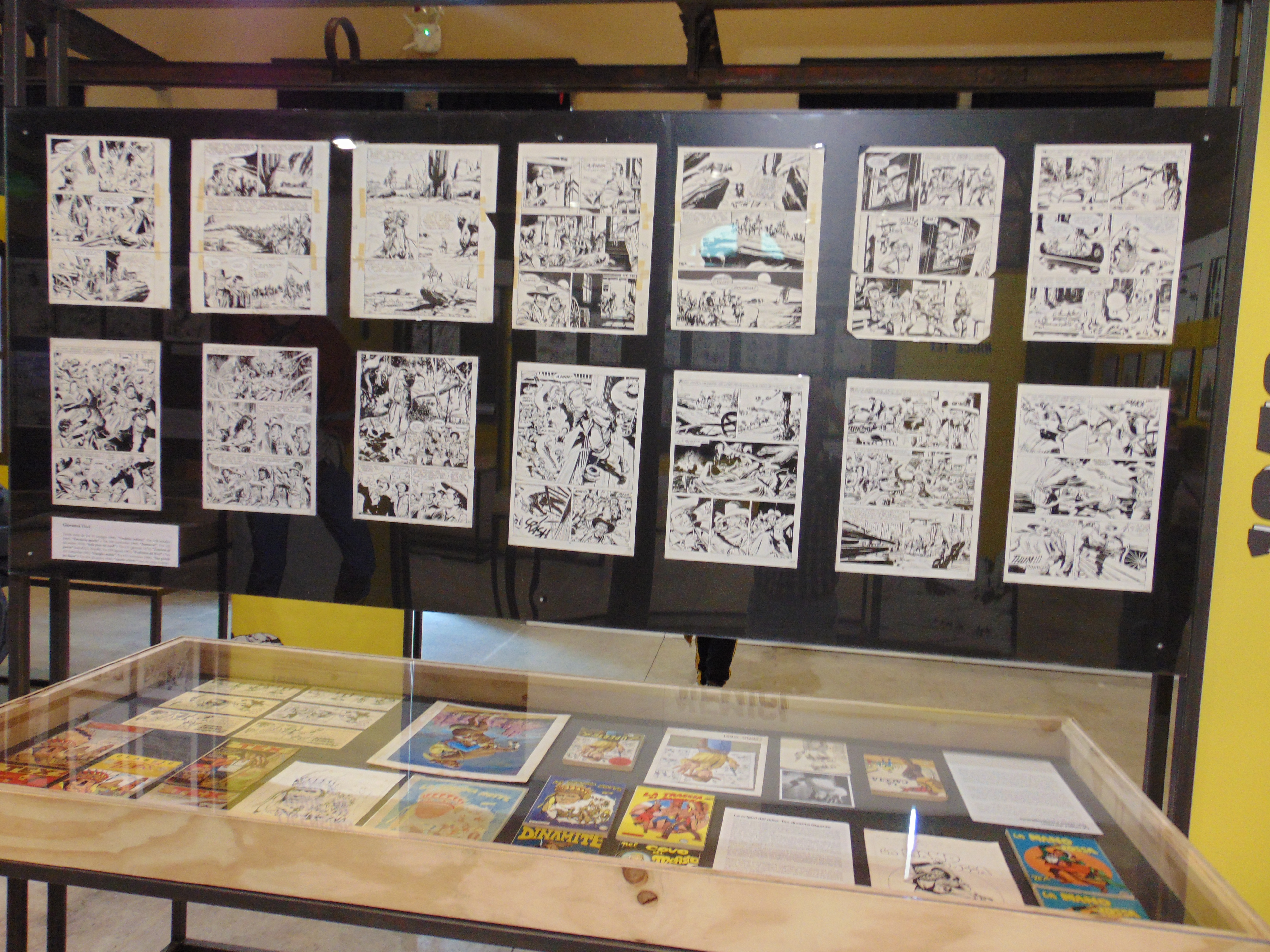
Tablas originales y álbumes del cómic.

Otros compañeros de aventura, que aparecen menos frecuentemente, son:
- Montales: gobernador de Chihuahua, en pasado fue un guerrillero que luchó para liberar a México de un régimen dictatorial de políticos y militares corruptos;
- Jim Brandon: coronel de la Policía Montada del Canadá, llama a Tex en su ayuda para resolver casos particularmente complejos;
- El Morisco (Ahmed Jamal): científico y curandero mexicano de origen egipcio, es un experto y estudioso de lo oculto;
- Pat Mac Ryan: hercúleo boxeador irlandés, compensa con su extraordinaria fuerza la total ineptitud con las armas;
- Gros-Jean: corpulento trapper métis;
- Tom Devlin: jefe de la policía de San Francisco;
- Lefty Potrero: antiguo luchador, propietario del Hercules Gymnasium de San Francisco;
- Cochise: sabio jefe de los Apaches Chiricahuas, inspirado en su homónimo realmente existido;
- Nat Mac Kennet: sheriff de Nueva Orleans;
- Mac Parland: detective de la Agencia Pinkerton;
- Phil Davis: general del Ejército de los Estados Unidos, uno de los pocos oficiales que gozan del aprecio de Tex.[16]

### Enemigos

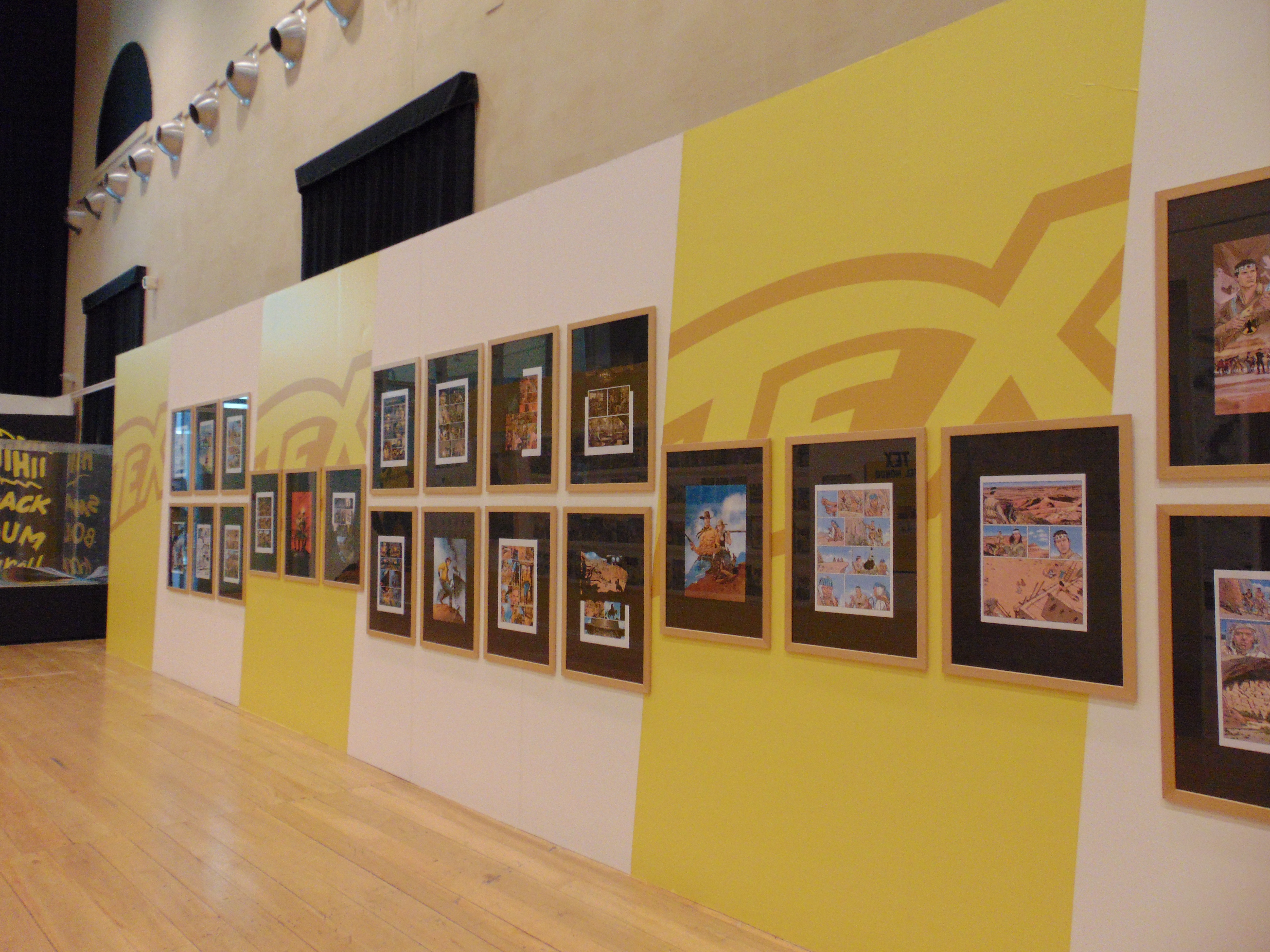
Portadas y tablas en colores.

Los enemigos de Tex generalmente son los villanos clásicos del cine y del cómic western: bandidos, traficantes de armas y de alcohol, militares belicistas, especuladores, predadores indios, políticos y sheriffs corruptos, ávidos terratenientes.

Sin embargo los autores, para variar las temáticas de la serie, introdujeron en algunas historias atmósferas mágicas y misteriosas, a veces hasta del horror. Por eso Tex es obligado a enfrentarse también con tríadas chinas, brujas indias, seguidores del vudú, zombis, últimos descendientes de poblaciones creídas extintas, seres extraterrestres, científicos locos, sasquatch, fantasmas vagando por las ruinas de antiguos monasterios etc. De estos personajes, el más peligroso es Mefisto (Steve Dickart), el villano por excelencia de la serie, un poderoso maestro de la magia negra. Otros célebres enemigos son:
- Yama (Blacky Dickart): hijo de Mefisto, sigue las huellas del padre, estudiando las ciencias ocultas para vengarlo;
- Proteus (Perry Drayton): transformista capaz de imitar a cualquier persona para realizar robos perfectos;
- El Muerto (Paco Ordóñez): bandido con el rostro desfigurado por las llamas, desafía a Tex para vengarse de la muerte de sus hermanos y de su aspecto;
- El Tigre Negro (Sumankan): príncipe malayo, dirige una sociedad secreta en Estados Unidos con el objetivo de destruirlos;
- El Maestro (Andrew Liddell): científico terrorista, loco y sediento de dinero;
- Barbanegra (Capitán Drake): capitán del velero Black Shark, en su primera aparición participa en el secuestro de Kit Willer; sin embargo, en el segundo episodio se convierte en un precioso aliado.[17]

## Escenario
Siendo una historieta western, la mayoría de las aventuras de Tex se ambientan en los territorios del Suroeste de Estados Unidos y en el Norte de México. En la serie no faltan viajes a grandes ciudades americanas como San Francisco, Nueva Orleans, Boston, Atlanta, Washington y Nueva York, al "Gran Norte" (Canadá y Alaska) o al Sureste de México. Localidades más remotas y exóticas presentes en la serie son un atolón del Pacífico, la selva tropical del istmo de Panamá, Colombia, Bolivia, Argentina, Chile, Cuba y Borneo.

## Aventuras juveniles
A partir de 2018, se estrenó Tex Willer, serie de periodicidad mensual que trata de las aventuras juveniles del personaje.

## Crossovers
Tex ha sido protagonistas de un cruce con I tre Bill, personajes del Oeste también creados por Gian Luigi Bonelli, en una historieta de Mauro Boselli y Alessandro Piccinelli publicada en octubre de 2020. Los mismos autores realizaron dos crossovers entre un joven Tex y un maduro Zagor, personaje de Sergio Bonelli, que fueron publicado en diciembre de 2021 y de 2023.

## Autores

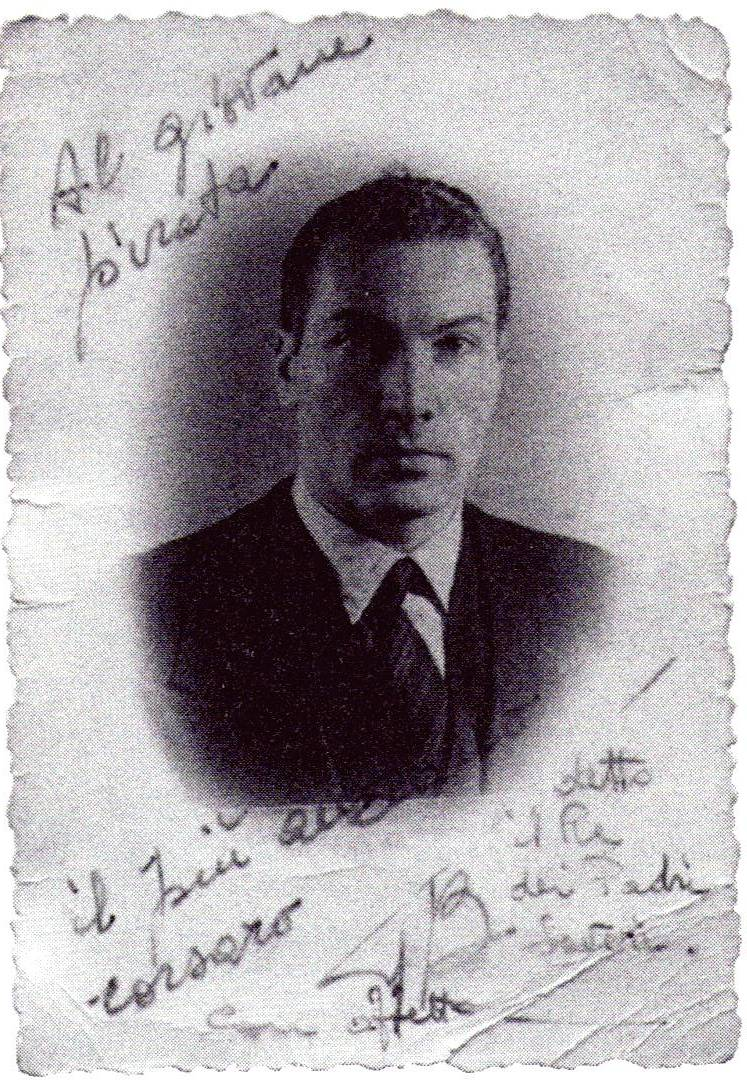
Gian Luigi Bonelli, el creador de Tex. Se dedicó a su personaje desde 1948 hasta 1991.

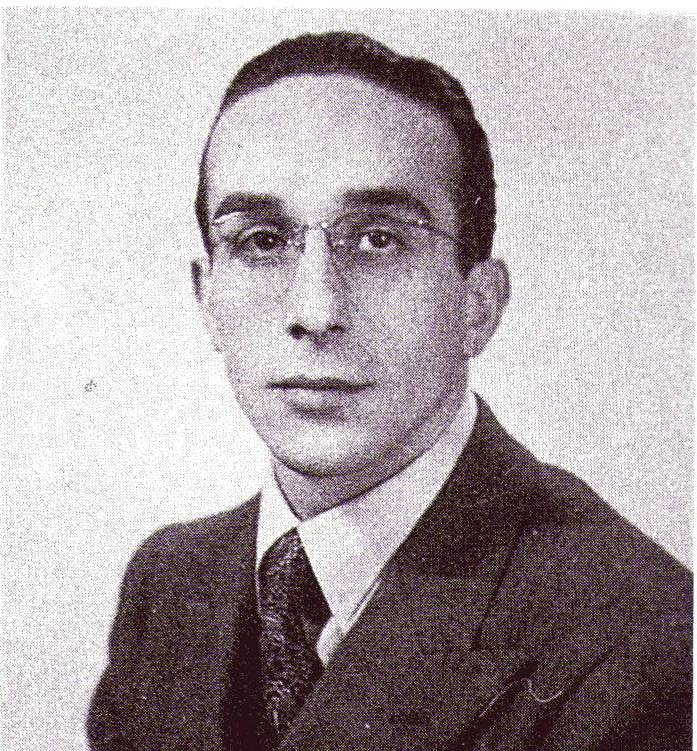
Aurelio Galleppini (Galep), el creador gráfico del personaje.

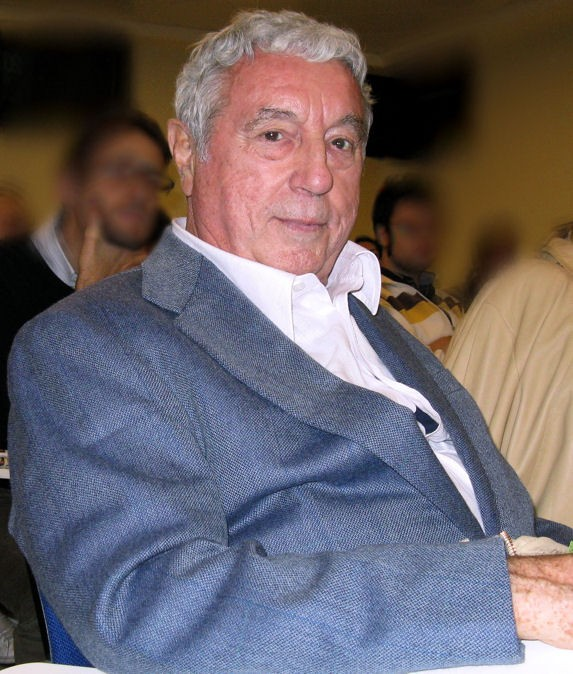
Sergio Bonelli, hijo del creador de la serie Gian Luigi. Fue guionista con el seudónimo de Guido Nolitta y editor de Tex hasta el 2011.

### Guionistas
- Luca Barbieri
- Gian Luigi Bonelli
- Sergio Bonelli (Guido Nolitta)
- Mauro Boselli
- Moreno Burattini
- Decio Canzio
- Tito Faraci
- Giorgio Giusfredi
- Gianfranco Manfredi
- Michele Medda
- Claudio Nizzi
- Jacopo Rauch
- Pasquale Ruju
- Antonio Zamberletti

#### Guionistas solo de las series especiales
| - Fabrizio Accatino - Giancarlo Berardi - Marcello Bondi - Diego Cajelli - Andrea Cavaletto - Gabriella Contu - Gino D'Antonio - Chuck Dixon - Paolo Eleuteri Serpieri - Giovanni Gualdoni | - Filippo Iiriti - Luigi Mignacco - Emanuele Mosca - Roberto Recchioni - Mario Rossi (Majo) - Alessandro Russo - Antonio Segura - Antonio Serra - Gigi Simeoni - Francesco Testi |

### Dibujantes

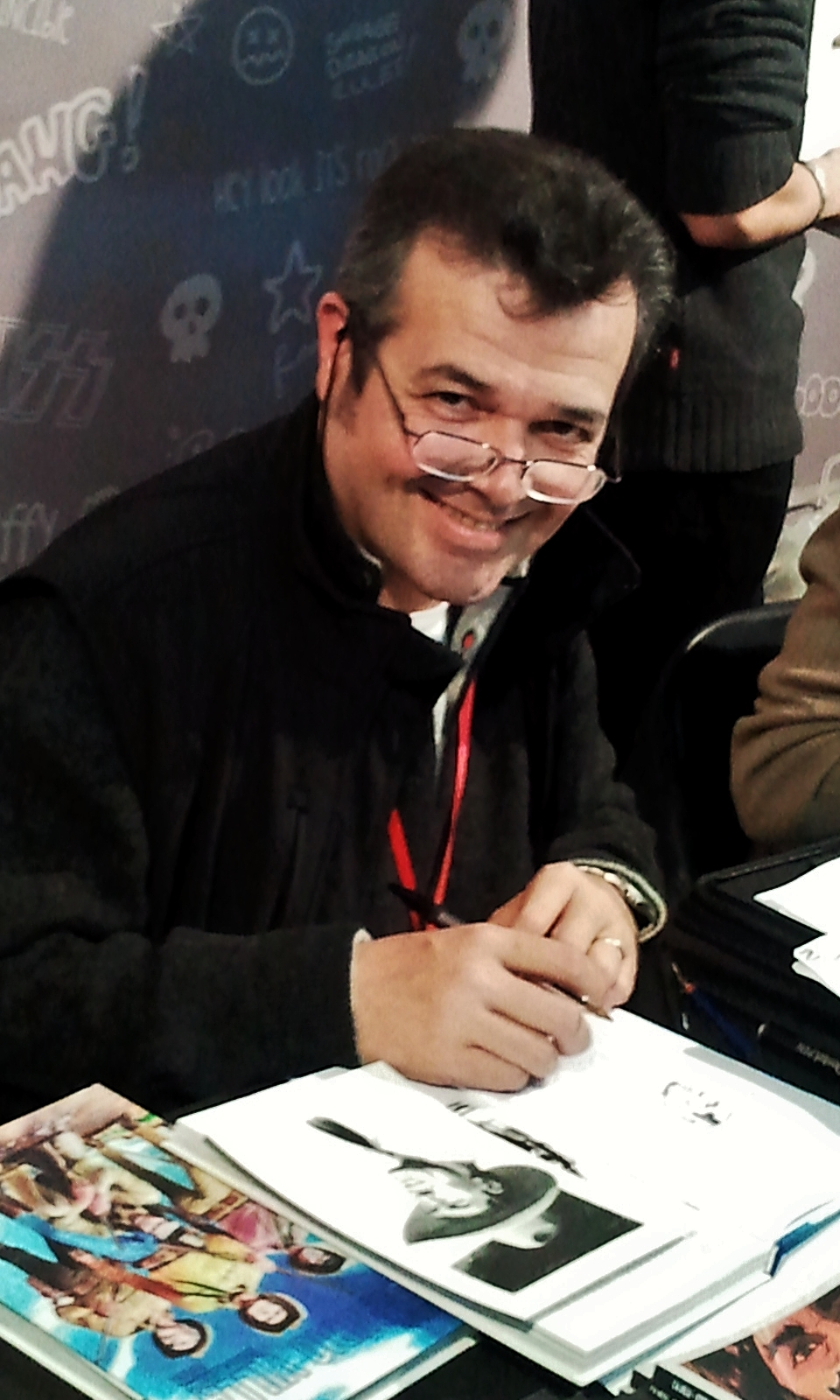
Claudio Villa, el actual portadista.

| - Gianluca Acciarino - Stefano Andreucci - Michele Benevento - Marco Bianchini - Stefano Biglia - Jesús Blasco - Alessandro Bocci - Bruno Brindisi - Giovanni Bruzzo - Giuseppe Candita - Aldo Capitanio - Raul y Gianluca Cestaro - Fabio Civitelli - Ugolino Cossu - Giacomo Danubio - Víctor de la Fuente - Pasquale Del Vecchio - Raffaele Della Monica - Maurizio Dotti - Lucio Filippucci - Alfonso Font - Giovanni Freghieri - Pasquale Frisenda - Fernando Fusco - Aurelio Galleppini (Galep) - Francesco Gamba - Ernesto García Seijas - Alberto Giolitti - Yannis Ginosatis | - Lino Jeva - Mauro Laurenti - Massimiliano Leonardo (Leomacs) - Guglielmo Letteri - Carlo Raffaele Marcello - Corrado Mastantuono - Mario Milano - Vincenzo Monti - Virgilio Muzzi - Alessandro Nespolino - Erio Nicolò - José Ortiz - Alessandro Piccinelli - Giuseppe Prisco - Bruno Ramella - Pietro Raschitelli - Miguel Ángel Repetto - Rossano Rossi - Michele Rubini - Marco Santucci - Manfred Sommer - Dante Spada - Giovanni Ticci - Marco Torricelli - Mario Uggeri - Andrea Venturi - Claudio Villa - Guido Zamperoni |

#### Dibujantes solo de las series especiales

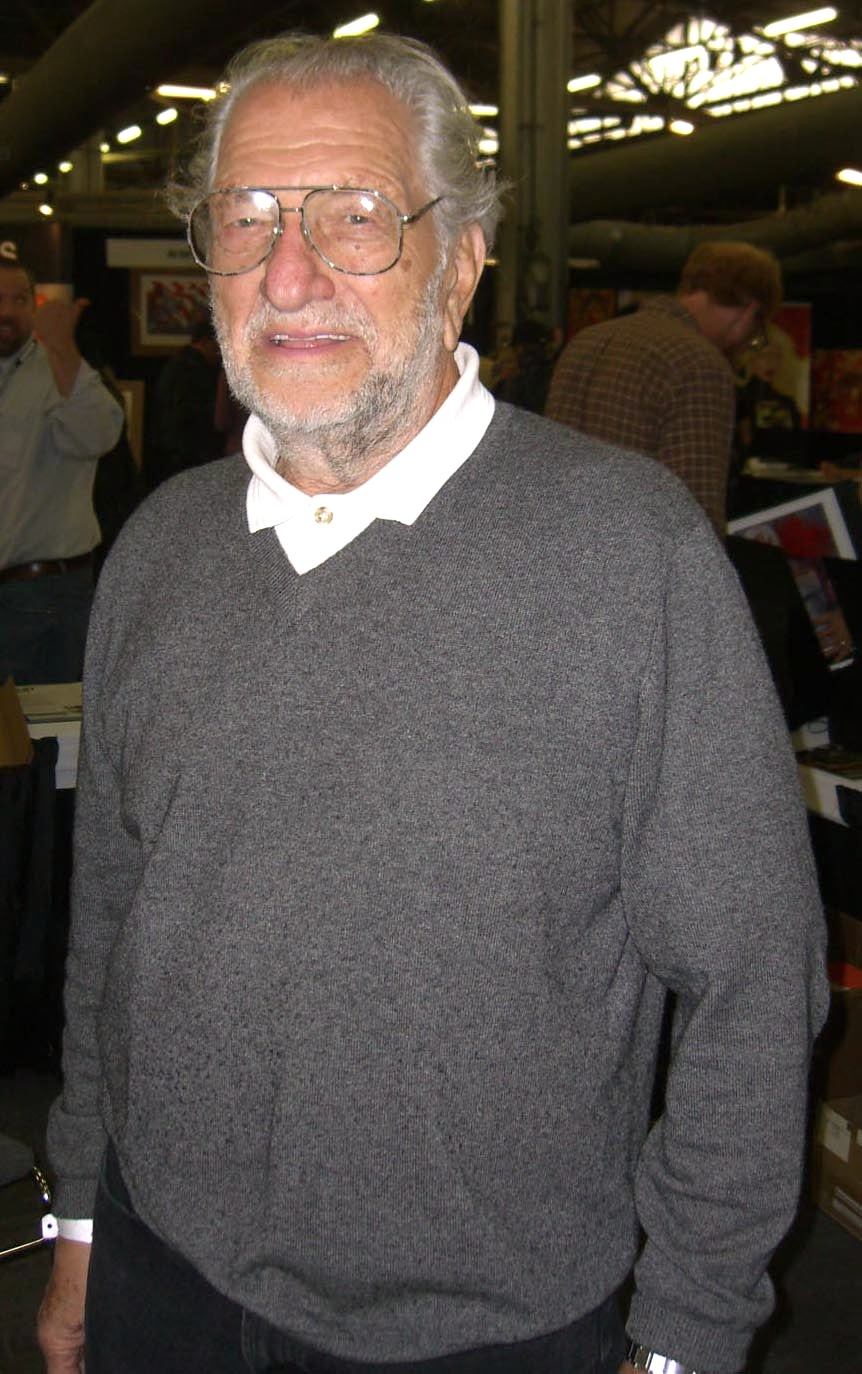
Joe Kubert, dibujante de un álbum especial de Tex.

| - Andrea Accardi - Mario Alberti - Giancarlo Alessandrini - Carlo Ambrosini - Mario Atzori - Emanuele Barison - Marco Bechere - Jordi Bernet - Enrico Bertozzi - Enrique Breccia - Guido Buzzelli - Renzo Calegari - Giuseppe Camuncoli - Massimo Carnevale - Giampiero Casertano - Luigi Copello - Fabio D'Agata - Roberto De Angelis - Mauro De Luca - Franco Devescovi - Giulio De Vita - Aldo Di Gennaro - Roberto Diso - Paolo Eleuteri Serpieri - Lito Fernández - Giuseppe Franzella - Alarico Gattia - Nicola Genzianella - Marco Ghion - Carlos Gómez - Giorgio Gualandris - Mario Jannì - Joe Kubert - Patrizia Mandanici | - Pedro Mauro - Luca Michelucci - Romano Felice Mangiarani (Felmang) - Ivo Milazzo - Rajko Milošević (R.M. Guéra) - Giuseppe Palumbo - Goran Parlov - Patrick Piazzalunga - Alessandro Poli - Roberto Raviola (Magnus) - Corrado Roi - Luca Rossi - Mario Rossi (Majo) - Mario Rossi (Marò) - Massimo Rotundo - Fabrizio Russo - Sandro Scascitelli - Marco Soldi - Angelo Stano - Orestes Suárez - Sergio Tarquinio - Sergio Tisselli - Rodolfo Torti - Giorgio Trevisan - Fabio Valdambrini - Luca Vannini - Sal Velluto - Walter Venturi - Frederic Volante - Colin Wilson - Roberto Zaghi - Sergio Zaniboni - Laura Zuccheri |

## Tex en español

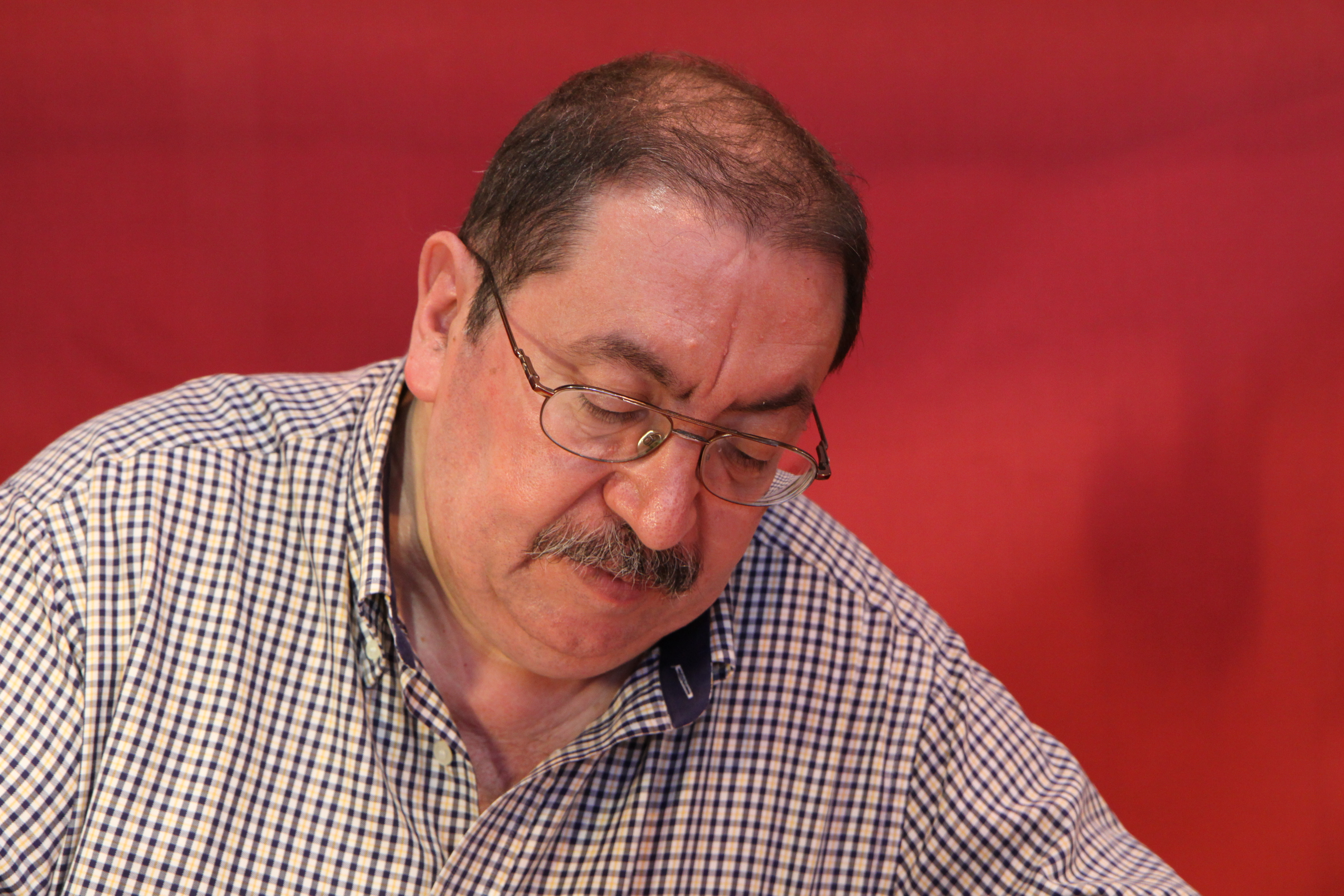
El dibujante español Alfonso Font.

Tex fue publicado por primera vez en español en 1949.
En Argentina, lo fue bajo el nombre de Colt el Justiciero en la revista "Rayo Rojo" de Editorial Abril, de la que era la serie estrella.
En España, bajo el nombre de Texas Bill, por Hispano Americana de Ediciones. En los años 1970 Buru Lan Ediciones publicó 92 números, y otros 19 fueron publicados por Ediciones Zinco en los años 1980. De 2002 a 2004, Planeta DeAgostini publicó 12 números, más tres especiales. Actualmente, es publicado por Aleta Ediciones.
En México es publicado desde 2018 por Panini Comics.
Varios autores de idioma español han trabajado o trabajan para Tex: los españoles Jordi Bernet, Jesús Blasco, Víctor de la Fuente, Alfonso Font, José Ortiz, Antonio Segura y Manfred Sommer; los argentinos Enrique Breccia, Lito Fernández, Ernesto García Seijas, Carlos Gómez y Miguel Ángel Repetto; el cubano Orestes Suárez.

## Adaptaciones a otros medios

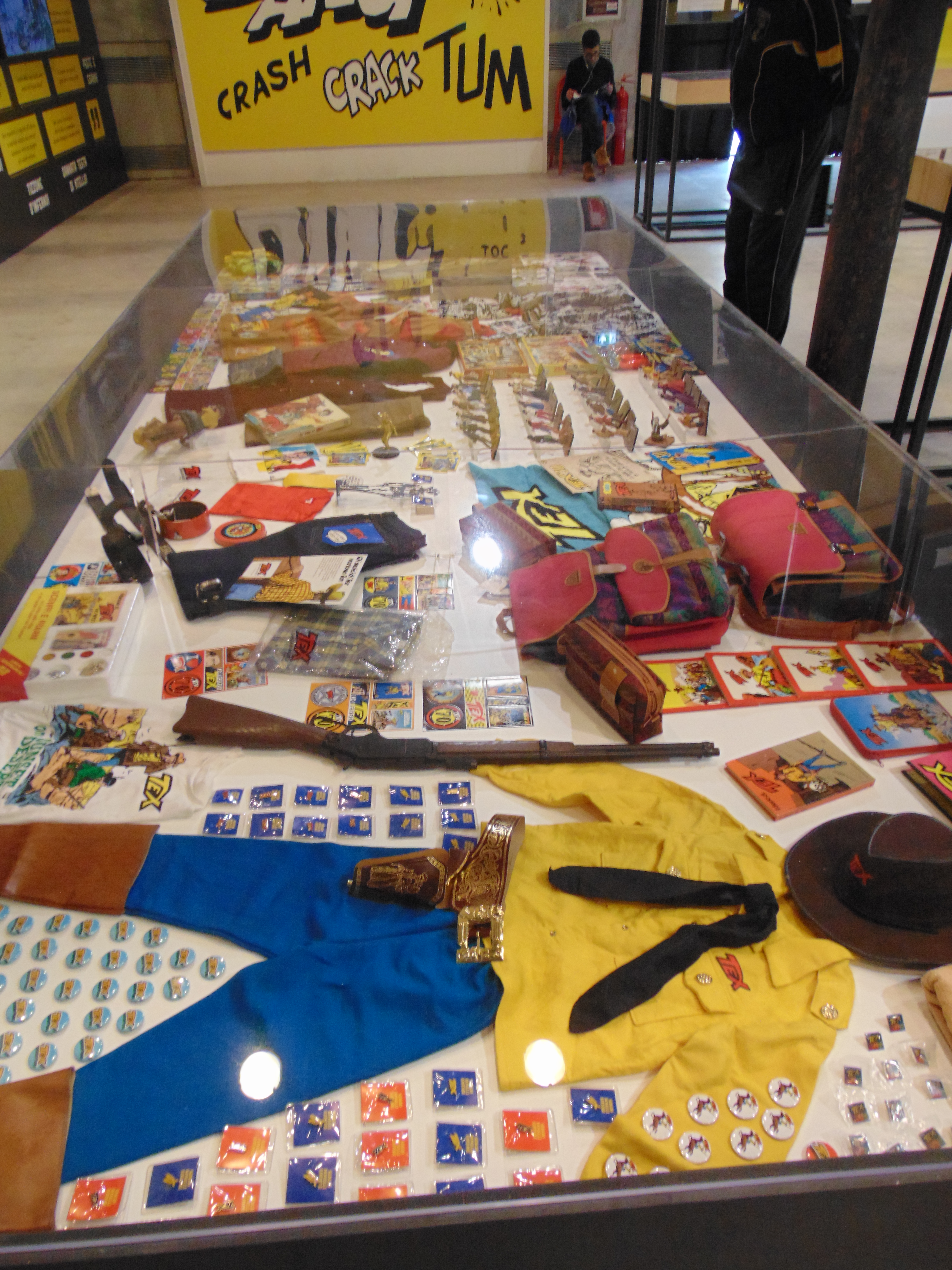
Merchandising del personaje.

En 1985 se estrenó la película Tex y el señor de los abismos, dirigida por Duccio Tessari y con Giuliano Gemma en el papel del ranger.
Tex es el protagonista de dos novelas: Il massacro di Goldena (La masacre de Goldena) de Gian Luigi Bonelli (1951) e Il romanzo della mia vita (La novela de mi vida) de Mauro Boselli (2011).
Para la televisión, en los años 1970 fueron realizados algunos dibujos animados por RAI.
En los años 2000 y en 2012 algunas historias han sido adaptadas como serial radiofónico por Rai Radio 2.
Tex ha sido protagonista de algunos videojuegos desarrollados para MS-DOS y el ordenador Commodore Amiga por la software house italiana Simulmondo en el bienio 1992-1993.
En 2011 el cantautor italiano Graziano Romani le dedicó un álbum conceptual con el título My name is Tex.

## Curiosidades
Inicialmente, la intención de Bonelli era de llamarlo "Tex Killer", pero el nombre fue cambiado antes de su lanzamiento porque sonaba muy duro y era más apto para un villano, mientras que en realidad tenía que representar valores positivos.